# Zamaslina
Zamaslina – wieś w Chorwacji, w żupanii dubrownicko-neretwiańskiej, w gminie Ston. W 2011 roku liczyła 79 mieszkańców.